# Flora Théfaine
Flora Théfaine (née vers 1945) est une chorégraphe franco-togolaise. Considérée comme une pionnière de la danse contemporaine africaine, elle est la fondatrice du groupe de danse Compagnie Kossiwa.

## Biographie
Théfaine naît vers 1945 au Togo,,. Elle s'installe en France en 1969 et en Bretagne,,.
À Quimper, elle crée la compagnie de danse Compagnie Sarabande,. En 1989, elle s'installe à Nantes et fonde la Compagnie Kossiwa, une compagnie professionnelle de danse contemporaine africaine,,,.

### Réalisations
Depuis la création de la compagnie, elle a chorégraphié notamment Plissé Soleil (1990), Signes des temps (1994), Les Porteurs de légendes (1995), La Traversée du jour (1997) et Je te donnerai, je te donnerai (2000).
En 2006-2007, Flora chorégraphie le solo de danse Tant la cendre que la poussière, sur la musique de Beñat Achiary,. En 2007, elle collabore avec la chorégraphe sénégalaise Germaine Acogny pour créer Bintou Wéré, un « opéra du Sahel ».
Au Rwanda, elle réalise un projet intitulé La Pluie et les Larmes pour commémorer les 15 ans du génocide rwandais.
En tant que chorégraphe, elle travaille fréquemment avec des interprètes amateurs, notamment dans Plissé Dansé en 2002,,. Sa chorégraphie de style contemporain s'inspire des danses traditionnelles africaines, mais elle s'intéresse aussi aux collaborations multiculturelles entre artistes d'horizons différents,,,. Considérée comme l'une des pionnières de la danse contemporaine africaine, Flora Théfaine effectue régulièrement des tournées en France et en Europe, ainsi qu'en Afrique,,.